# Geronimo (Teksas)
Geronimo – jednostka osadnicza w Stanach Zjednoczonych, w stanie Teksas, w hrabstwie Guadalupe.